# Plesiopanurgus ibex
Plesiopanurgus ibex är en biart som beskrevs av Baker 1972. Plesiopanurgus ibex ingår i släktet Plesiopanurgus och familjen grävbin. Inga underarter finns listade i Catalogue of Life.